# Pretty Vicious
Pretty Vicious fue una banda galesa de rock originaria de Merthyr Tydfil. El grupo recibiría atención de diversos medios, incluidos NME y Paste. La banda firmaría con Big Machine Records en 2018, y sus sencillos "Move" y "Are You Entertained" serían publicados bajo esa discográfica. Su álbum debut Beauty Of Youth sería lanzado el 12 de julio de 2019.
En un comunicado emitido el 23 de octubre de 2019, la banda anunciaría su separación para reagruparse como un nuevo grupo en 2020, sin su líder Brad Griffiths, quien se tomaría un descanso de las presentaciones después de problemas de salud.

## Historia
Pretty Vicious subió su primera canción "Cave Song" a SoundCloud en el año 2014, lo cual llamó la atención de las radios galesas XFM y BBC.
La banda continuó con el sencillo "It's Always There", gracias a la cual terminó captando la atención de Radio 1, la cual situó su tema dentro del top.
Debido a su composición y su estilo musical no tardaron en surgir comparaciones entre Pretty Vicious y otras bandas británicas como Kasabian, Royal Blood, Oasis y Artic Monkeys, además de aparecer en las radios, empezaron a hacerse famosos en internet con artículos como "Pretty Vicious: The Best of What's Next" (Pretty Vicious: Lo mejor de lo que se avecina)
Las canciones de Pretty Vicious recuerdan al estilo de guitarra de los años 90, combinado las letras despreocupados de Brit-pop, junto con la actitud despreocupada, delincuente de punk rock.
Su rápido ascenso les condujo a actuaciones en la Isla de Wight y festivales de Glastonbury donde actuó junto a grupos como The Prodigy y Fleetwood Mac, así como teloneros de Courteeners y the Vaccines. 
A finales del 2015, la banda se embarcó en una pequeña gira antes de volver al estudio para trabajar en nuevas canciones.
En julio de 2019 lanzaron su disco debut "Beauty Of Youth"

## Miembros
- Brad Griffiths - vocalista, guitarrista
- Tom McCarthy - guitarrista
- Jarvis Morgan - bajo
- Elliot Jones - batería

## Discografía
Álbumes de estudio
- Beauty of Youth (2019)

EPs
- Cave Song (2016)

Sencillos
- Are You Ready For Me (2015)
- It’s Always There (2015)
- National Plastics (2015)
- Just Another History (2015)
- Blister(2016)
- Ain't No Fun(2017)
- Move (2018)
- Are You Entertained? (2018)
- These Four Walls (2019)